# 主教门圣伊莎伯格堂
主教门童贞圣伊莎伯格堂（St Ethelburga-the-Virgin within Bishopsgate）是一座英国圣公会教堂，位于英国伦敦伦敦城的主教门，靠近利物浦街车站。

## 历史
1666年伦敦大火期间，中世纪城市大部分被毁，这座建筑是罕见的幸存教堂之一。 该堂的主保圣人圣伊莎伯格为7世纪巴金修道院的院长， 伦敦主教圣埃尔肯瓦德的姐姐。“童贞”（-the-Virgin）二字曾被清教徒放弃，后来恢复。
教堂于15世纪重建（可能是1411年左右），1775年增加了一座方形钟楼。 1671年增加了风向标。由于堂区范围狭小，面积仅为3英亩（12000米2），为增加收入，16世纪在教堂外建了一座木制门廊，开设两间商店。 1932年主教门拓宽街道，门廊拆除，几个世纪以来第一次露出教堂的正立面。
在第二次世界大战的轰炸中，教堂遭受了轻微的破坏， 于1953年修复。1993年，爱尔兰共和军在距离教堂7米处制造爆炸， 该教堂被炸毁一半，造成了价值约3.5亿英镑的损失。修复后，作为和解与和平中心重新开放。

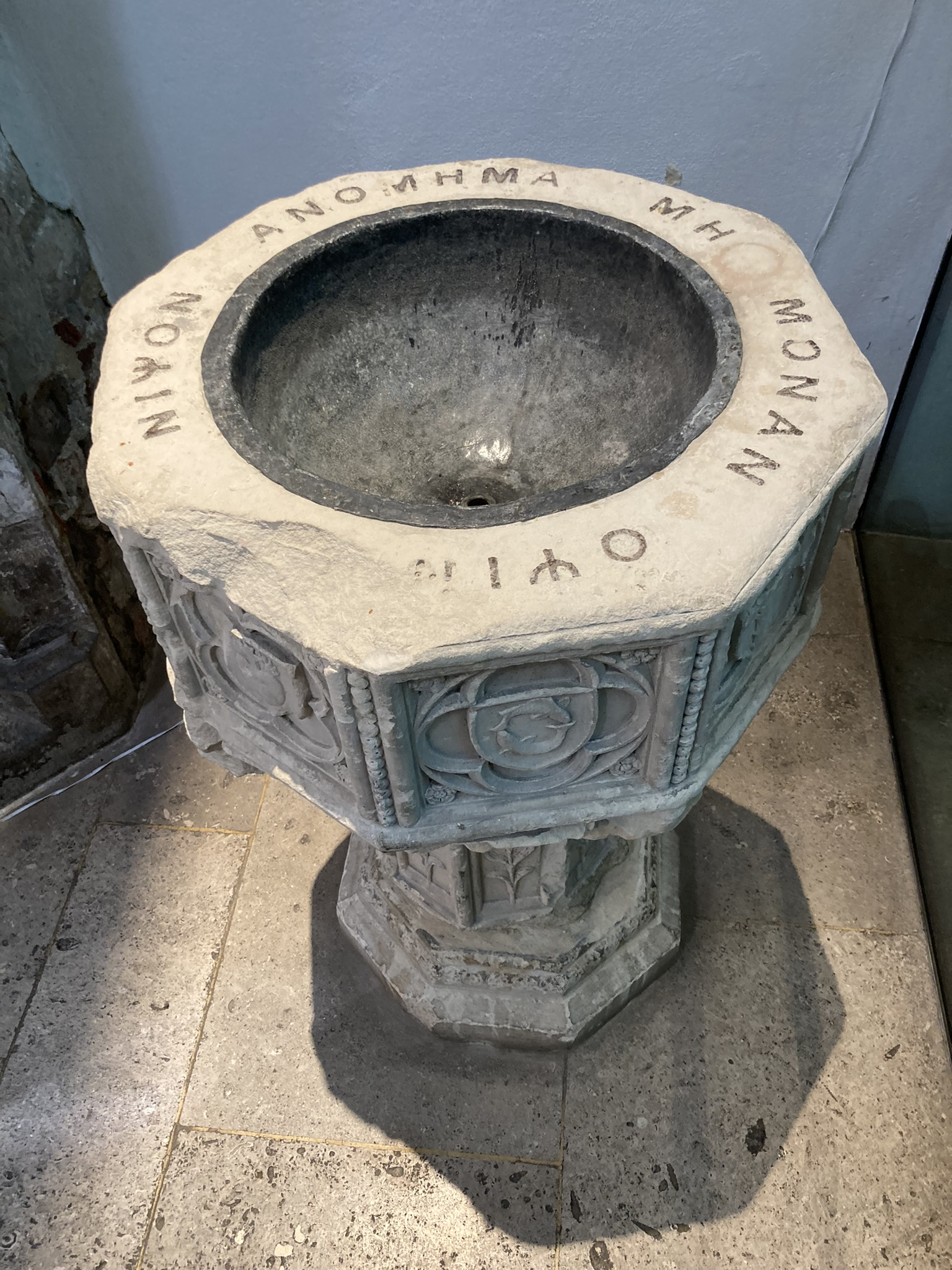

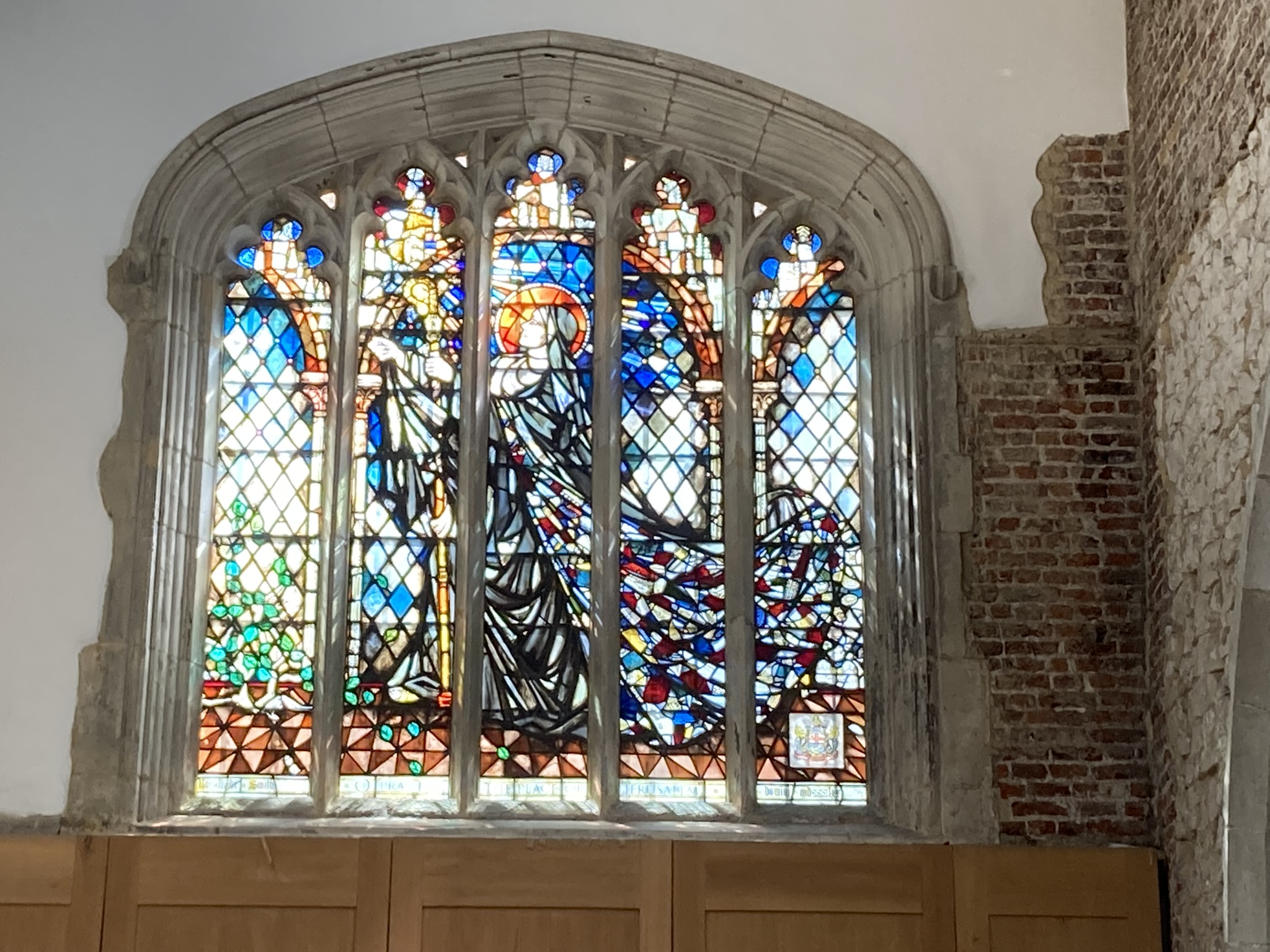

1950年1月4日，该堂列为一级登录建筑。

## 名人
- 亨利·哈德遜, 探险家，在1607年出发寻找西北水道之前，与船员们在此参加圣餐。
- 查理斯·凡納 (1678-1756) 1699年在此结婚